# Lo ferm voler qu'el cor m'intra

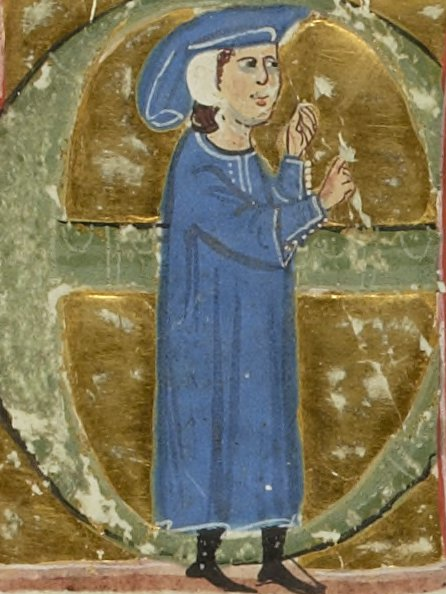
Ritratto miniato del trovatore nel manoscritto BnF, fr. 854

Lo ferm voler qu'el cor m'intra è una canso in lingua occitana antica composta dal trovatore Arnaut Daniel nel XII secolo.
È tra le opere medievali più studiate per i numerosi risvolti lirici e filologici che essa presenta.
Dal punto di vista metrico, si tratta del primo esemplare di sestina, di cui Arnaut è considerato l'iniziatore e che il decisivo contributo di Petrarca estenderà a tutta la successiva produzione poetica europea.

## Analisi

### Struttura
Lei sei stanze sono ordinate secondo lo schema della sestina lirica in retrogradatio cruciata, ovvero con permutazione centripeta del rimante secondo la progressione metrica ABCDEF, FAEBDC, CFDABE, ECBFAD, DEACFB, BDFECA. La sestina è composta da un primo verso ottosillabi e da cinque decasillabi. Nella tornada, i 3 versi radunano le coppie di rimanti in schema -BE, -DC, -FA.

### I sei rimanti
|   | Lo ferm voler q’el cor m’intra               |
|   | no.m pot ges becs escoissendre, ni ongla     |
|   | de lausengier, qui pert per mal dir s’'arma; |
|   | e car no l’aus batr’am ram ni ab verga,      |
| 5 | sivals a frau, lai on non aurai oncle,       |
|   | jauzirai joi en vergier o dinz cambra.       |

Le rime che ricorrono nell'intreccio della sestina sono intra (A), ongla (B), arma (C), verga (D), oncle (E), cambra (F).

### Il«son cledisat»
Nell'ambito di una complessa revisione ecdotica dell'opera, nel 1982 il filologo Mario Eusebi ha introdotto il concetto di «cledisat» attraverso una rilettura speculativa dei vv. 38-39 della tornada.
(a sinistra la vulgata [Canello 1883, Toja 1960], a destra l'edizione di Eusebi [1982])
Eusebi propone un arretramento del senhal, che la vulgata attribuisce al «Desirat» («Desiderato») dell'ultimo emistichio e che Eusebi colloca invece nel verso precedente come «Grant Desiei» («Gran Desiderato»). Cledisat è fatto derivare dal verbo cledisar, un termine tecnico edilizio riferito all'intelaiatura lignea "a incrocio" che fungeva da struttura nella costruzione di muri in mattoni. Il frammento «son cledisat» risulterebbe così traducibile in "canto contesto a graticcio" o "testo poetico intrecciato", mutando anche il valore pronominale di «son» (suo) in senso sostantivale (suono, canzone) e gli equilibri sintattici. Questa rilettura è diffusamente ritenuta di difficile accettazione e presentata come «congettura» dallo stesso Eusebi; tuttavia, buona parte delle antologie e degli studi di settore ne fa correntemente uso, talvolta a scopo illustrativo del casus filologico. 

### Melodia
Il componimento occorre in tutti i maggiori canzonieri trobadorici, ma l'unico testimone della linea melodica a noi pervenuto è il manoscritto G (Ambrosiano 71 sup.). Stando alla trascrizione, il brano è in modo misolidio, riconoscibile nell'incipit mediante l'esposizione dell'intervallo di settima minore. Notevole anche l'insistenza di frammenti sviluppati per terze ascendenti.

## Fortuna

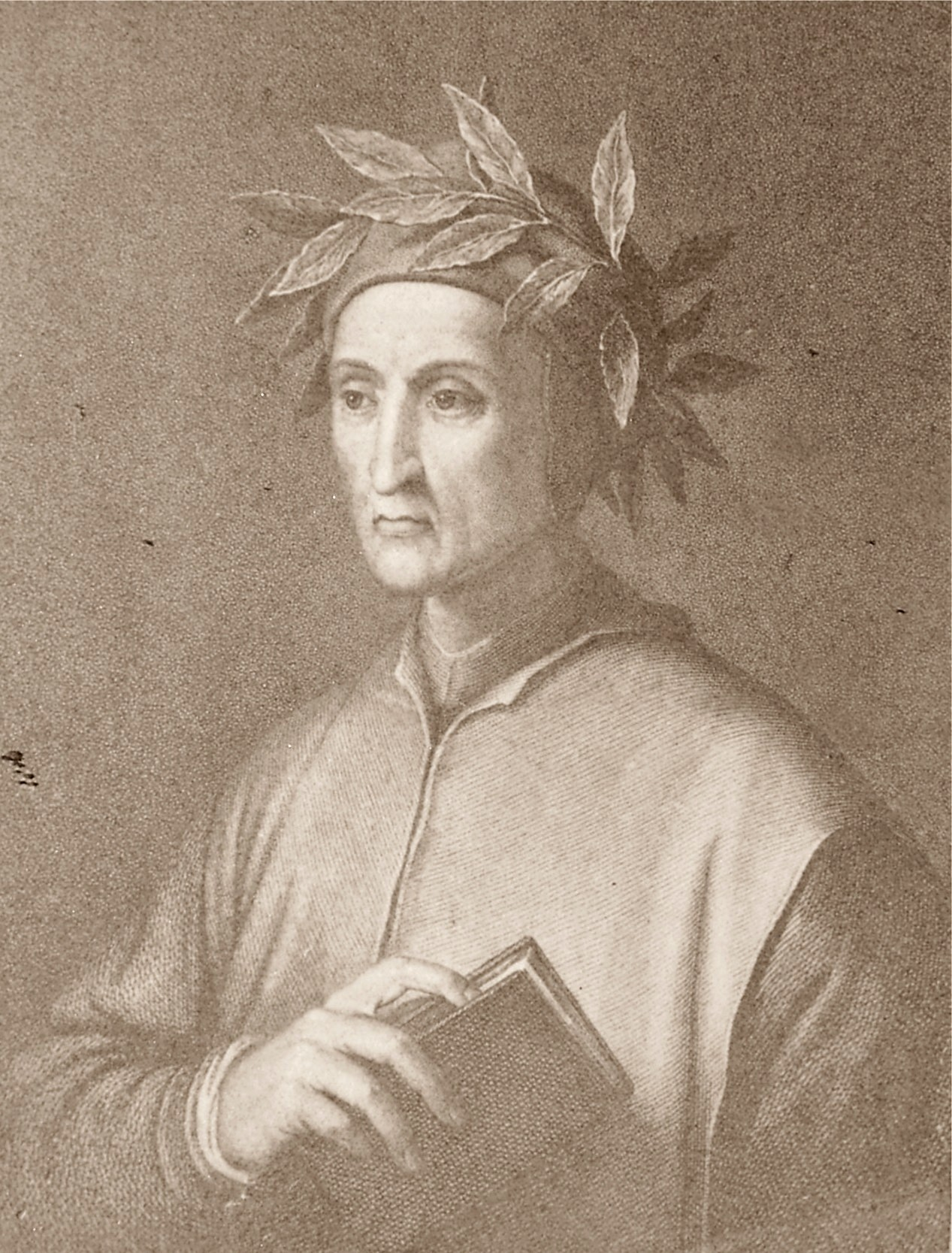
Dante Alighieri

### Dante:Al poco giorno e al gran cerchio d’ombra
Tra il 1296 e il 1297, Dante Alighieri prende le distanze dal Dolce stil novo e scrive le cosiddette Rime petrose. Sperimenterà - per sua stessa ammissione - la cifra arnaldiana del trobar clus cimentandosi nell'uso della sestina con Al poco giorno e al gran cerchio d'ombra. 
|   | Al poco giorno e al gran cerchio d’ombra     |
|   | son giunto, lasso, ed al bianchir de’ colli, |
|   | quando si perde lo color ne l’erba:          |
|   | e ’l mio disio però non cangia il verde,     |
| 5 | sì è barbato ne la dura petra                |
|   | che parla e sente come fosse donna.          |

Dante non conserva l'allusività sensuale di Arnaut, ma mantiene il riferimento stilistico della ricchezza semantica e delle assonanze, sviluppando il potenziale della sestina nel quadro tematico di una prigionia, di un labirinto filosofico entro il quale ha luogo l'incontro amoroso.